# جيمس ويلسون سيتون
جيمس ويلسون سيتون هو شخصية أعمال وسياسي أمريكي، ولد في 24 مايو 1824 في نيو هارتفورد في الولايات المتحدة، وتوفي في 11 فبراير 1904. نشط حزبياً في الحزب الديمقراطي. وقد انتخب عضو جمعية ولاية ويسكونسن ‏ وانتخب عضو مجلس ولاية ويسكونسن ‏.